# BLACK LIST (Acid Black Cherryのアルバム)
『BLACK LIST』（ブラックリスト）は、Acid Black Cherryの1枚目のアルバム。2008年2月20日にavex traxより発売。

## 内容
- DVD付き1には、「SPELL MAGIC」から「冬の幻」のPVと「愛してない」を除いた3曲の「SPECIAL EDIT VERSION」のPV。更にソロ活動のPVのメイキング（BLACK LIST,ver）等を収録したDVDが付属。DVD付き2には2007年7月に行われたフリーライブから4曲のライブ映像を収録と「secret live -DOCUMENTARY OFF SHOT」を収録。更にこのアルバムのレコーディング中のオフショットを収録したDVDが付属。通常盤には、初回特典でフォトブックレット封入。
- 2つのDVD付きと通常盤ではジャケットが異なる。全3パターン。
- アルバム楽曲のレコーディングには、ギターにDAITA (ex.SIAM SHADE)、SUGIZO (ex.LUNA SEA)、YUKI (from.DUSTAR-3)、AKIHIDE (from.BREAKERZ)、ベースにSHUSE (ex.La'cryma Christi)、ドラムに菅沼孝三、淳士 (ex.SIAM SHADE)、キーボードにkiyo (from.Janne Da Arc)が参加。また、「sins」と「Prolugue End」のピアノに三柴理がゲスト参加している。
- アルバムのコンセプトは「七つの大罪」である。元々ソロプロジェクト始動時から『BLACK LIST』をコンセプトに掲げ、それを元にシングルを製作してきたとyasuは語っている。yasu曰く、本作はとても満足できた作品だったらしい。
- オリコンのアルバムチャートでは初登場2位であったが（1位はthe brilliant greenの『complete single collection '97-'08』で約1万枚差だった）、発売翌週から発表が開始されたビルボードジャパンのアルバムチャート（Billboard Japan Top Albums）では1作目の1位を獲得した。
- 2025年1月27日には、Acid Black Cherryのプロデューサーである菊池真太郎が立ち上げたレーベル「LtOVES」への移籍に伴い、全曲新ミックス・リマスタリングされた音源として再配信された[1]。

## 収録曲
| 全作詞・作曲: 林保徳。 |                     |           |            |                   |      |
| #                      | タイトル            | 作詞      | 作曲・編曲 | 編曲              | 時間 |
| 1.                     | 「sins」            | 林保徳    | 林保徳     | 林保徳 & 村山達哉 | 6:05 |
| 2.                     | 「少女の祈り」      | 林保徳    | 林保徳     | 林保徳            | 4:24 |
| 3.                     | 「SPELL MAGIC」     | 林保徳    | 林保徳     | 林保徳            | 4:21 |
| 4.                     | 「scar」            | 林保徳    | 林保徳     | 林保徳 & 村山達哉 | 5:27 |
| 5.                     | 「愛してない」      | 林保徳    | 林保徳     | 林保徳            | 4:43 |
| 6.                     | 「Bit Stupid」      | 林保徳    | 林保徳     | 林保徳            | 4:03 |
| 7.                     | 「楽園」            | 林保徳    | 林保徳     | 林保徳            | 4:49 |
| 8.                     | 「Black Cherry」    | 林保徳    | 林保徳     | 林保徳            | 4:28 |
| 9.                     | 「Murder Licence」  | 林保徳    | 林保徳     | 林保徳            | 4:16 |
| 10.                    | 「冬の幻」          | 林保徳    | 林保徳     | 林保徳            | 5:35 |
| 11.                    | 「DRAGON CARNIVAL」 | 林保徳    | 林保徳     | 林保徳            | 5:03 |
| 12.                    | 「Prologue End」    | 林保徳    | 林保徳     | 林保徳 & 村山達哉 | 6:13 |
| 合計時間:              | 合計時間:           | 合計時間: | 59:27      |                   |      |

### 楽曲解説
1. sins
  - 本作のテーマのゴシックなイメージが特に強い教会をイメージした様式美チューン。yasuはこの曲の原点はJanne Da Arcの「Strange Voice」だという。
2. 少女の祈り
  - yasu自らが「Janne Da Arcっぽいでしょ?」と語る。そのため、キーボーディストにメンバーのkiyoを起用したとのこと。
  - 2011年に10枚目のシングルとして続編となる「少女の祈りIII」が発表された。
3. SPELL MAGIC
  - 1stシングル。
4. scar
  - yasuによると「ストリングスの構成に苦労した」というスローバラード。
5. 愛してない
  - 3rdシングル。
6. Bit Stupid
  - yasuは、「ジャンヌダルクらしさ」から一番離れようと思って作ったという。レコーディングの際、SHUSEに無理を言ってチョッパーを打ち込んでもらった。ギターソロはクイーンを意識したギターオーケストラ風になっている。
7. 楽園
  - yasuが尊敬しているDEAD ENDからの影響を強く受けている。サビの部分には「Rescue me hurry now」というフレーズがあるが、これはDEAD ENDの「I'm in a Coma」からとられたものである。
8. Black Cherry
  - 2ndシングル。
9. Murder Licence
  - yasu曰く「トランス・ヘヴィ・ロックに近い」とのこと。すべてが英語歌詞である。コーラス部分には20人分のyasuの声を重ねている。これもDEAD ENDの影響を受けているという。
10. 冬の幻
  - 4thシングル。 表記はないが、アルバムバージョンで収録されている。
11. DRAGON CARNIVAL
  - 『モンスターハンター』を題材にした楽曲。初めはライブで披露した5thシングルの「20+∞Century Boys」を入れる予定だったが、「新鮮さに欠ける」ということで（「20+∞Century Boys」を入れてしまうとシングル曲、フリーライブで演奏された曲の数がアルバムの半数を占めてしまうため）こちらを選んだという。ラストで音量を上げると、5thシングル「20+∞Century Boys」の1フレーズが流れる。
12. Prologue End
  - ラストを飾るバラードチューン。「sins」を初めに、「Prologue End」を最後に持ってくることで、「愛する気持ち」をメッセージとして届けるという、Acid Black Cherry始動当初のyasuの思いが表現されているという。